# Grúa Derrick

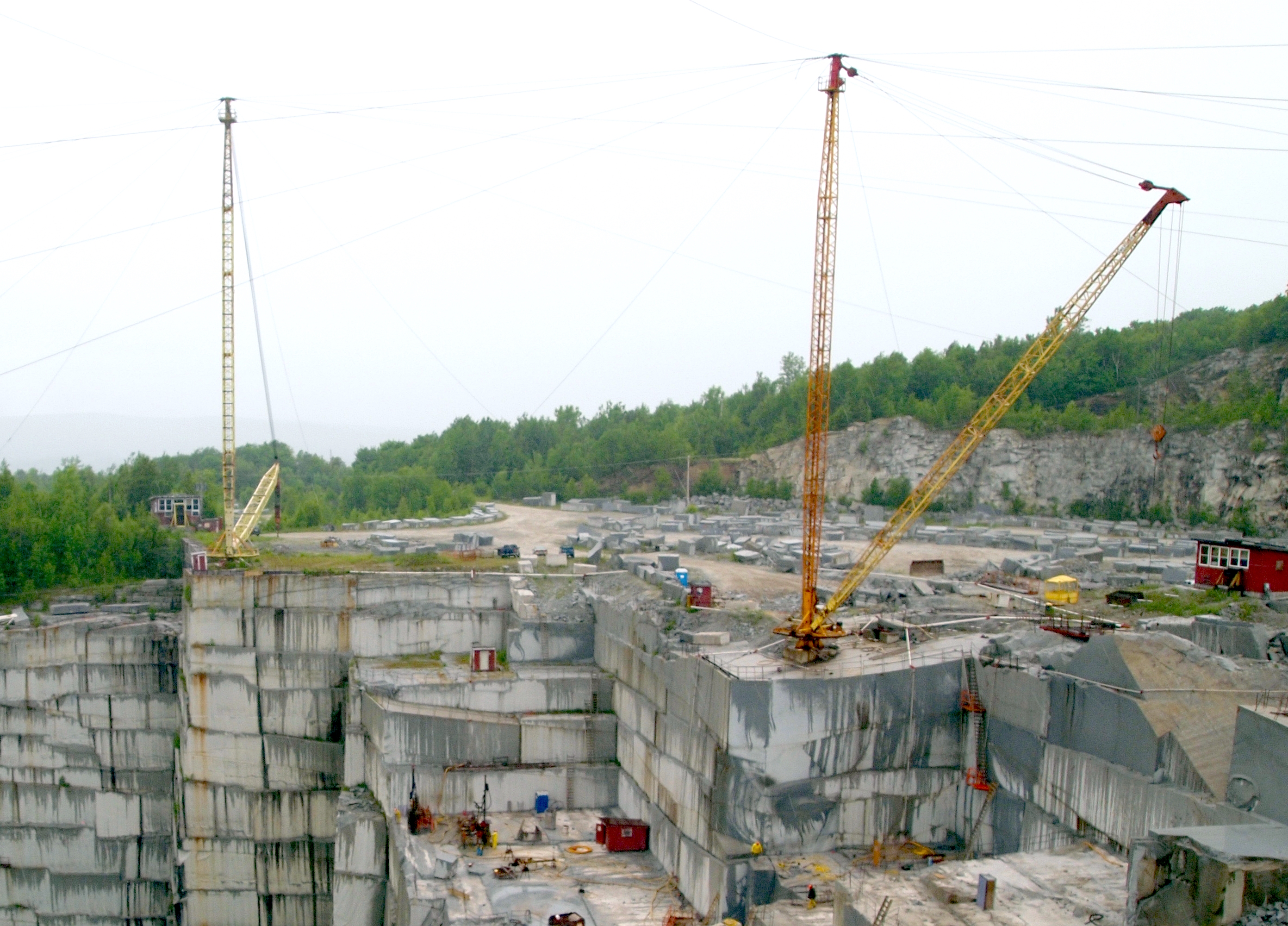
Dos torres de perforación en una cantera de granito.

La Derrick también llamada puntal, es una grúa formada por un mástil de estructura de celosía sujeto por vientos, un brazo de la misma estructura unido al mástil por un extremo inferior y sujeto al mismo mediante cables por su extremo superior, un cabrestante situado en el suelo y un cable que se reenvía a través de poleas situadas en el brazo.
Sobre este sencillo modelo, existen muchas variaciones, siendo la más corriente la grúa cuya base lleva ruedas y se mueve sobre ellas.

## Tipos
- Tipos de derrick

"Tipos
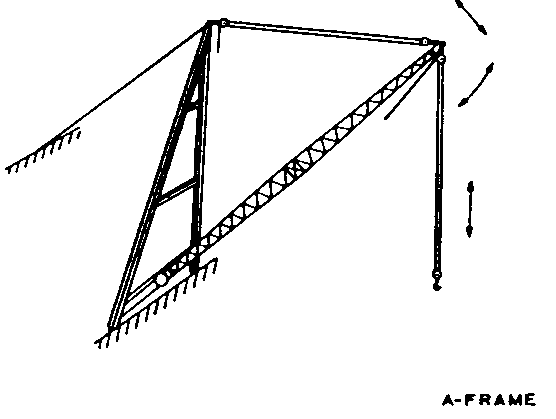
Torre de perforación con estructura en A
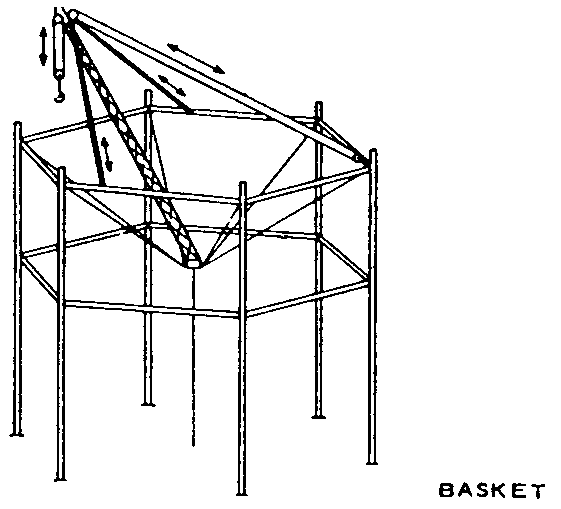
Torre de perforación de cesta
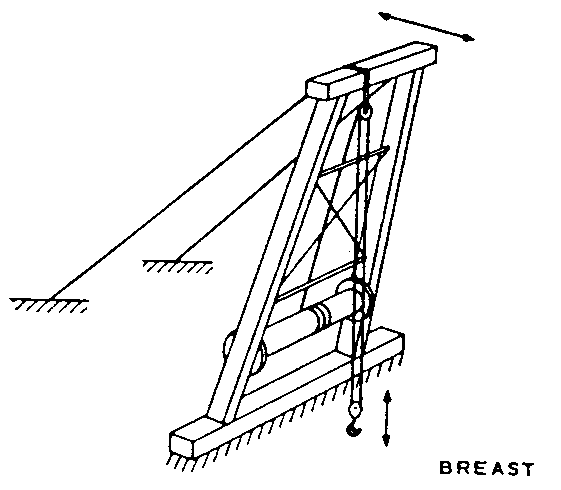
torre de perforación de mama
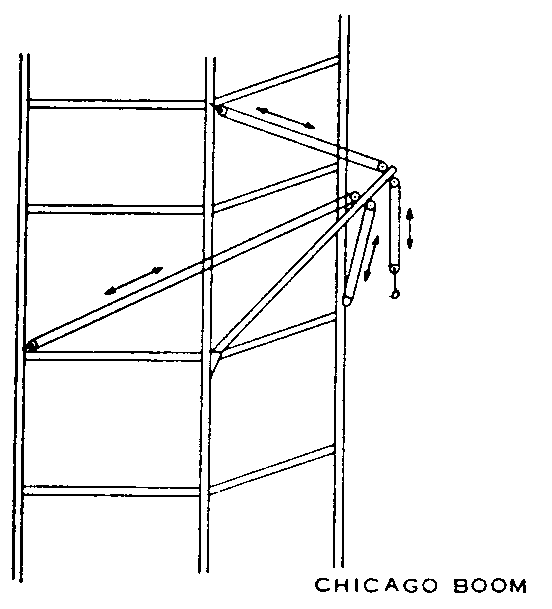
Torre de perforación de Chicago
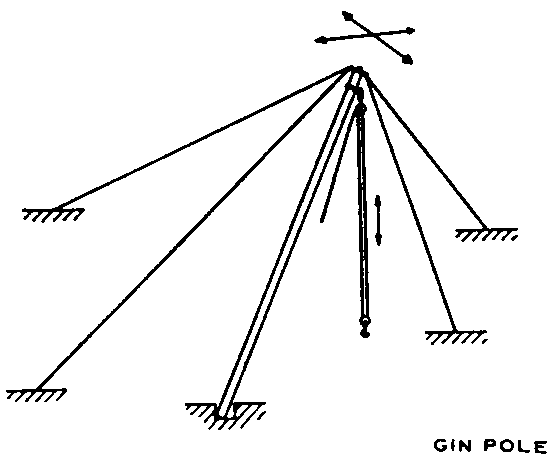
Torre de perforación de ginebra
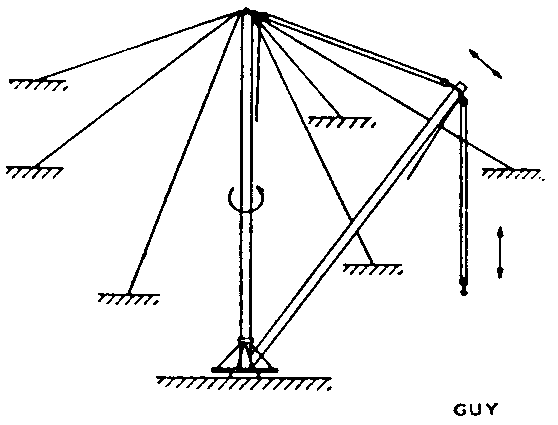
torre chico de perforación
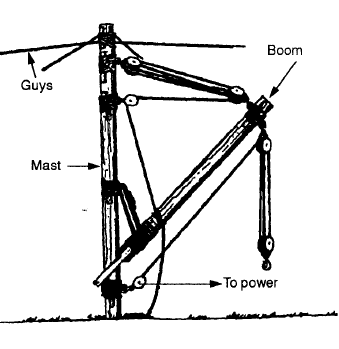
Torre de perforación con mástil no giratorio
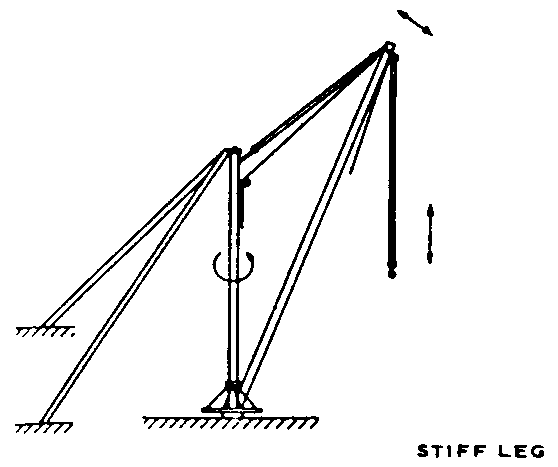
torre de perforación de patas rígidas